# 은릉
은릉(隱陵)은 고려 제14대 헌종의 능이다. 헌종이 1097년(숙종 2년) 음력 윤2월에 사망하자 그 해 3월에 개성 동쪽에 능을 마련하여 장사지냈다. 현재 정확한 위치는 알 수 없다.